# Pedro de Trejo
Pedro de Trejo, nació en 1534 en la ciudad de Plasencia, fue un notable poeta y escritor. Es el autor del conocido Cancionero general de obras dirigidas al muy alto y poderoso Don Phelipe Segundo. En el año 1556 se embarcó hacia los territorios de la Nueva España.Viviendo en las ciudades mexicanas de Zacatecas y Guadalajara. Durante el año 1575 el Santo Oficio lo acusó de blasfemias y tras un escandaloso juicio fue sentenciado a cumplir condena como soldado forzado. Se ignora la suerte que corrió.